# Історія Лускунчика
«Історія Лускунчика» (фр. Histoire d’un casse-noisette) — переклад казки Ернста Теодора Гофмана «Лускунчик і Мишачий король», зроблений в 1844 році Александром Дюма-батьком і опублікований того ж року. Незважаючи на збереження основної сюжетної лінії казки, після вільного перекладу Дюма з'явився новий її варіант, відмінний від оригіналу. У варіанті французького письменника зміщені смислові акценти, змінено атмосферу та манера викладу. Основною ідеєю стало всепереможне почуття любові, що перетворило дерев'яного Лускунчика на людину, що є спрощенням філософської концепції казки Гофмана.
Переробка Александра Дюма стала першоджерелом для лібрето останнього балету Петра Чайковського «Лускунчик» (1892), яке створив балетмейстер Маріус Петіпа. У зв'язку з частковою зміною сюжету казки Гофмана сюжетна версія лібрето цього балету-феєрії постає у більш згладженому, казково-символічному вигляді, що продиктовано варіантом французького письменника.

## Сюжет
Дія казки починається напередодні Різдва у німецькому місті Нюрнберзі, знаменитому виробництвом дитячих іграшок. У цьому місті жив пан президент Зільбергауз, який мав сина і дочку. Сину було дев'ять років і його звали Фріц, а його сестрі Марі було сім із половиною років. На відміну від свого товстого, хвалькуватого і пустотливого брата, Марі була витончена, скромна, мрійлива і співчутлива дівчинка. Також у місті проживав їхній хрещений Дросельмейєр, радник медицини, який займав таке ж чільне становище, як і їхній батько. Він захоплювався виготовленням механічних ляльок і, незважаючи на їхні недоліки, запевняв, що рано чи пізно йому вдасться створити справжніх людей та тварин.

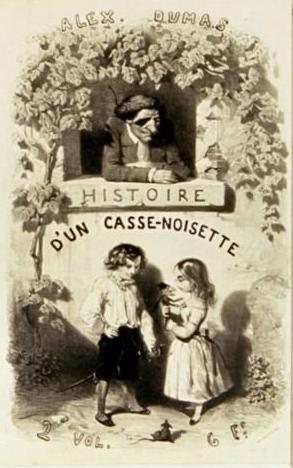
Титульний лист видання «Історії Лускунчика» (1845)

Весь день 24 грудня Фріца та Марі не пускали до вітальні, де батьки поставили та прикрасили різдвяну ялинку. Коли вже зовсім стемніло, їх нарешті запросили до вітальні, де діти отримали численні подарунки, у тому числі замок з фігурками, що рухаються, від хресного. Серед подарунків Марі виявила красиво одягненого маленького чоловічка з довгим тулубом та непропорційною головою. Від батька діти дізналися, що цей подарунок призначений їм обом і є механічним пристосуванням для колки горіхів, що розколює горіх своїми «зубами». Фріц практично відразу поламав Лускунчику зуби, і за ним почала «доглядати» Марі. Перед сном діти розставили свої нові подарунки до спеціальної скляної шафи, де зберігалися всі їхні іграшки. Марі залишилася у вітальні одна, турбуючись про Лускунчика, і в цей час годинник пробив опівночі. Після чого почалися дива: іграшки стали оживати, а в кімнату проникли полчища мишей під проводом щурячого короля, який мав сім коронованих голів. Марі почала задкувати до шафи, при цьому розбивши скло ліктем і поранившись. Ляльки та іграшки почали готуватися до бою, а на чолі їх став Лускунчик, під командуванням якого утворилася ціла армія з артилерією, регулярними частинами та ополченням. Проте іграшкове військо помітно поступалося чисельністю і зазнало поразки. Лускунчик був притиснутий супротивниками до шафи, і коли щурячий король уже хотів з ним розправитися, цієї миті Марі кинула у ватажка мишей свій черевичок і збила його з ніг. Вона відчула сильний біль у руці і після цього протиборчі сторони разом зникли, а вона впала знепритомнівши.
Марі прийшла до тями після забуття у своєму ліжку, дізнавшись, що втратила багато крові від поранення. Коли вона почала говорити про битву, ніхто їй не повірив, подумавши, що вона марить. Дівчинку відвідує Дросельмеєр, який розповідає їй казку про горіх Кракатук та принцесу Пірліпат. Остання народилася в королівській родині, якій протистояли пані Мишильда та її мишаче плем'я. Щоб позбутися мишей, королем був запрошений Крістіан Еліас Дросельмеєр; він виготовив мишоловки і переловив усіх мишей, крім їхньої королеви та небагатьох її наближених. Мишильда покинула ці краї, але прокляла королеву та її дітей. Пізніше в результаті підступів Мишильди принцеса перетворилася на виродка. Король поклав провину на Дросельмеєра, заявивши, що якщо той не поверне його доньці колишнього вигляду, то буде страчений. Механік розумів, що йому не вдається вилікувати дитину, але він звернув увагу, що після перетворення вона надзвичайно полюбила горіхи. За допомогою звіздара він з'ясував, що для того, щоб повернути її колишню красу, вона повинна з'їсти ядро горіха Кракатук, який мав надзвичайно тверду шкаралупу. При цьому цей горіх мав розгризти «молодий чоловік, який ще жодного разу не голився і все життя носив чоботи». Іншою умовою було те, що він повинен передати ядра горіха принцесі, заплющивши очі, а потім, не відкриваючи їх, відступити на сім кроків і не спіткнутися при цьому. Механік та звіздар обійшли весь світ для дотримання необхідних умов, але так і не змогли цього зробити, поки не побували в Нюрнберзі, де проживав брат Дросельмеєра — Крістоф Захаріас, який мав потрібний горіх. Також з'ясувалося, що його син Натаніель, якого прозвали Лускунчиком, підходить для місії порятунку принцеси. До його голови йому приробили спеціальну дерев'яну кіску, що приводить у дію механізм розколювання горіхів. При виконанні їхнього задуму Натаніелю, якому пообіцяли видати за нього принцесу, майже все вдалося зробити точно, і принцеса, якій виповнилося п'ятнадцять років, знову стала красунею. Однак коли він задкував назад, між його ніг пробігла Мишильда, і він спіткнувся, після чого перетворився на таке ж потворне чудовисько, яким щойно була принцеса. При цьому королева мишей була ним розчавлена та здохла. Принцеса захотіла побачити свого рятівника, але король і вона, побачивши, що він став потворний, прогнали його. З ним залишили двір і Дросельмеєр із звіздарем, які за допомогою ворожіння з'ясували, що незважаючи на його нинішній стан юнак зможе стати принцом, якщо протистоятиме в битві семиголовому мишачому королю (синові Мишильди), і при цьому, незважаючи на його потворність, його зможе полюбити «прекрасна дама». Вони повернулися до Нюрнберга і стали чекати на здійснення пророцтва.
Після того як Дросельмеєр розповів Марі казку про горіх Кракатук та принцесу Пірліпат, його хрещениця ще тиждень пролежала в ліжку. Вона розповіла своїм домашнім історію, але їй знову не повірили. Кілька ночей поспіль до неї приходив щурячий король і погрожував загризти Лускунчика. Той попросив Марі дістати йому шпагу, з чим їм допоміг Фріц, віддавши шаблю одного зі своїх солдатиків. Вночі відбулася битва, в якій Лускунчик убив щурячого короля, після чого він попросив Марі вирушити з ним у подорож його королівством ляльок, де вони побачили багато чарівних місць. У цьому королівстві дівчинка сказала, що не відкинула б Лускунчика, якби, надавши їй послугу, він став би виродком.
Вранці Марі прокидається і розповідає домочадцям, що з нею трапилося, але їй знову не вірять, прозвавши «маленькою мрійницею». В один із днів Марі дізнається, що в місто після багаторічних мандрівок повернувся племінник його хрещеного — гарний хлопець невеликого зросту. Натаніель робить пропозицію руки та серця Марі і вона погоджується. Зі схвалення батьків вони того ж дня були заручені, з умовою, що весілля пройде через рік. Після цього терміну принц приїхав за Марі в чудовій кареті і забрав її в Марципановий палац, де і відбулося весілля. За словами автора, швидше за все Марі й досі є королевою чудового королівства, де можна побачити «блискучі Різдвяні ліси, річки лимонаду, оранжаду мигдалевого молока та трояндової олії, що просвічують наскрізь палаци з цукру чистіше за сніг і прозоріші за лід, і де, можна побачити всякого роду дива та диковинки, якщо, зрозуміло, твої очі здатні побачити їх»  .

## Створення
Французький письменник Александр Дюма найбільш відомий як романіст і драматург, але у величезній бібліографії письменника є казки та казкові повісті, як оригінальні, так і переробки творів відомих казкарів (Ганса Крістіана Андерсена, братів Грімм тощо). Найчастіше казки письменника спочатку публікувалися у періодичній пресі. У 1857—1860 роках, ще за життя автора, вони вийшли у складі чотирьох збірок, які, втім, не охоплюють усі твори автора в цьому жанрі літератури  . Дослідники відзначають, що літературні казки Дюма несуть відбиток його оригінального стилю, і навіть ті з них, які є адаптаціями відомих казок, «зберігаючи основні сюжетні лінії оригіналів, можуть розглядатися як самостійні твори»  .

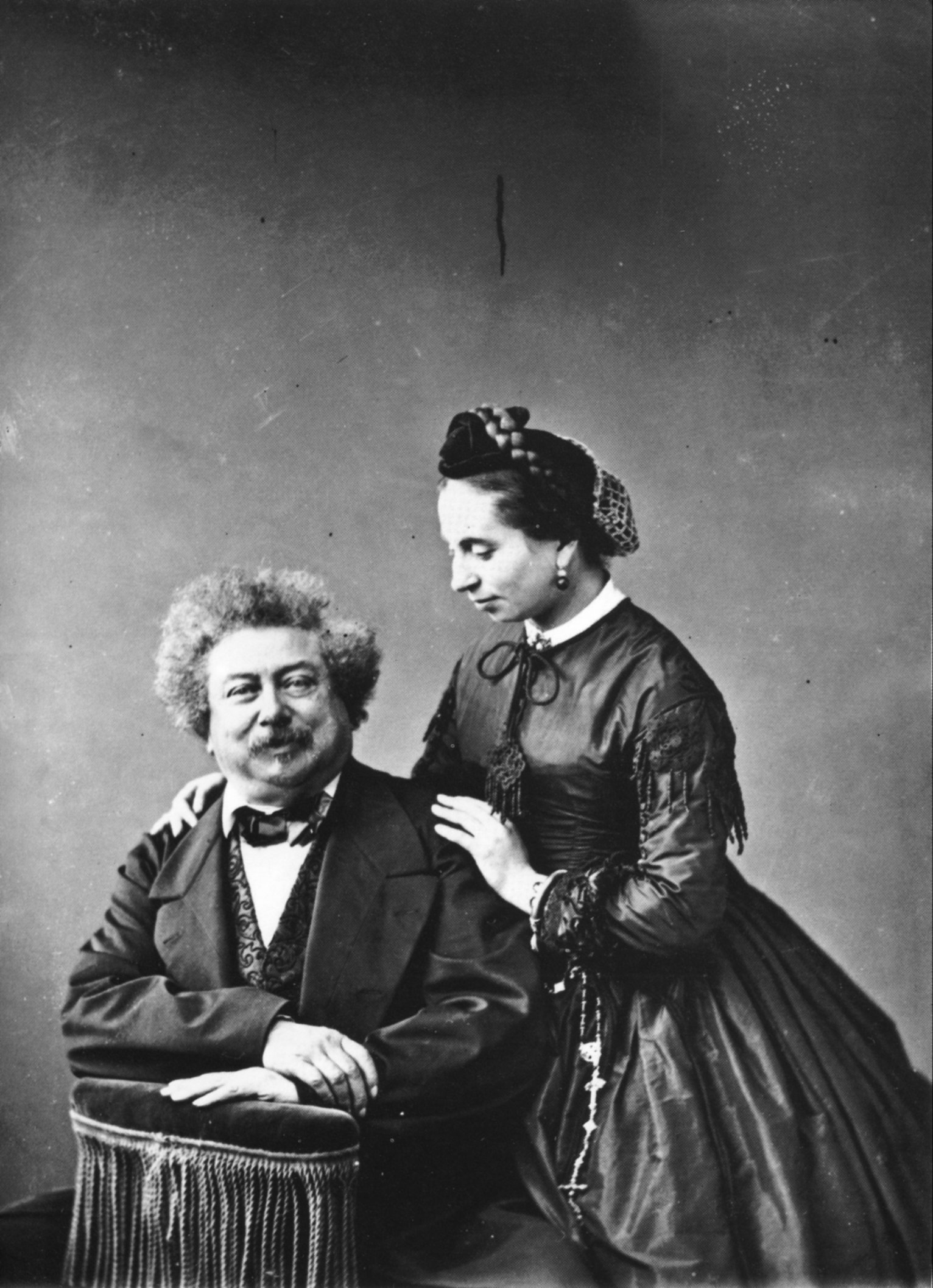
Александр Дюма з донькою Марі Александрин. Світлина Фелікса Надара бл.1865

Про історію створення літературної переробки казки німецького письменника-романтика Ернста Теодора Гофмана « Лускунчик та Мишачий король» Александр Дюма докладно розповідає у передмові своєї версії, названої ним «Історія Лускунчика». За словами французького письменника, одного разу він разом зі своєю донькою Марі Александрин був присутній у гостях у «графа де М.», який влаштував у себе вдома велике дитяче свято, де були діти віком від восьми до десяти років. Від шуму, здійсненого дітьми, у письменника розболілася голова, і він вирішив усамітнитися в одному з порожніх кабінетів, де, сівши у вольтерівське крісло, хвилин через десять задрімав. Трохи пізніше він прокинувся від дитячих криків і сміху і побачив, що прив'язаний до крісла, як Гулівер у країні Ліліпутів. Дюма вирішив відкупитися від дітей, пообіцявши зводити їх до кондитерського магазину або влаштувати феєрверк, але ці пропозиції були відкинуті. Тоді його донька запропонувала йому розповісти якусь «забавну казку», на що Дюма заперечив, що немає нічого складнішого, ніж написати казку. Але діти наполягали, і він погодився, попередивши їх, що він є автором історії, яку він їм розповість. Діти охоче погодилися, у зв'язку з чим Дюма трохи образився: «Зізнатися, я був трохи ображений тим, як мало наполягала моя аудиторія на тому, щоб почути мій власний твір». Коли в нього запитали, хто автор і як називається казка, то письменник відповів, що казкаря звати Гофман, а називається ця історія «Лускунчик із Нюрнберга». Анрі, син власників будинку, у відповідь сказав, що якщо казка їм не сподобається, то письменник повинен буде розповісти їм іншу казку, доки їх бранець не розповість їм історію, яка їх «потішить», інакше на нього чекає «довічне ув'язнення». Дюма пообіцяв, що якщо його звільнять з тенет, він зробить усе, що діти забажають. Після цього діти дружно відв'язали його від крісла, і він погодився розповісти казкову історію, оскільки треба тримати слово, навіть якщо даєш його дітям. Після цього він запросив своїх юних слухачів сісти зручніше, щоб вони «могли легко перейти від прослуховування казки до сну», і після цього почав розповідати історію про Лускунчика.
Казка вперше була опублікована в 1844 році в «Новому журналі для дітей» (фр. Le Nouveau Magasin des enfants), а перше її окреме видання побачило світ у Франції в 1845 році у видавництві Етцеля .

## Художні особливості
Дослідники відзначають, що незважаючи на низку відмінностей в іменах героїв, їх характеристиках, перенесенні місця дії, незначних сюжетних відмінностях, докорінна відмінність казок Гофмана та Дюма полягає не в цьому. Насамперед воно полягає в їхній різній, часом контрастній атмосфері, смислових акцентах і манері викладу, що видно вже у передмові до казки Дюма. За спостереженням музикознавця Ірини Скворцової: «Легкий, світський, „французький“ тон передмови створює абсолютно іншу атмосферу, ніж у гофманівському варіанті. В ореолі такого ігрового настрою і подаються всі подальші події» . Письменник переказує казку німецького романтика, зберігаючи хронологію подій та майже точну назву розділів оригіналу. Невеликі авторські невідповідності є лише в кількості глав, оскільки на відміну Гофмана версія Дюма розширюється до шістнадцяти глав. Що стосується самого змісту казки, то від себе він додає в сюжет лише деякі сюжетні деталі. Так, зокрема, у його варіанті дія відбувається в Нюрнберзі, оскільки, за його словами, це улюблене німецькими дітьми місто іграшок (з цим пов'язана і зміна назви казки в передмові — «Нюрнберзький Лускунчик»).
Батько Марі, радник медицини Штальбаум, у версії Дюма став президентом (головою) Зільбергуазом, що зумовило перенесення дії історії до палацу. У Лускунчика-людини з'явилося конкретне ім'я та вік (Натаніель Дросельмеєр, син торговця іграшками та племінник радника медицини)  . В дію історії вводиться новий персонаж — гувернантка Трудхен (у Гофмана так звати одну з ляльок).
Головних героїв версії Дюма письменник із самого початку представляє розгорнутими характеристиками, тоді як в оригіналі ці образи показано у розвитку, а їх описи та характеристики розміщені по всьому тексту. За зауваженням Ірини Скворцової, ці невеликі сюжетні та описові модифікації мають другорядне значення і, по суті, не відіграють важливу роль . На думку того ж автора, версія Дюма, незважаючи на незмінність основної сюжетної лінії оригіналу, по своїй суті є її новим варіантом, відмінним від казки «Лускунчик і Мишачий король».
За спостереженням Ірини Савелової, варіант Александра Дюма не можна визнати простим перекладом, оскільки він значно відрізняться від оригіналу, і в його перекладі змінилися не тільки імена героїв, а й сама атмосфера літературного твору . До важливих відмінностей можна віднести: введення до розповіді оповідача, який викладає казку; сам тон переказу, постійні введення фраз, що часто жартівливо коментують події, що відбуваються; подовження промов персонажів: звернення до дітей, що слухають казку, і виникаючі в цьому зв'язку «витіюваті» діалоги . На думку Скорцової, всі ці авторські модифікації призводять до того, що знімається напруженість передачі колізій сюжету німецькомовного оригіналу, що згладжує його драматичну гостроту:
|  | Виникає парадокс: події та їхня послідовність не змінюються, але зникає основна якість гофманівського оригіналу — психологізм. Цьому сприяє сильно відрізняється від Гофмана стиль французького літератора. Пронизаний витонченими, „полегшеними“, типово французькими інтонаціями мови, переклад набуває свого „мікросередовища“, в контексті якого ті ж події, факти отримують інше висвітлення та інакше сприймаються. |

За спостереженням Савелової, головна ідея казки Дюма зводиться до того, що кохання перетворило дерев'яного Лускунчика на людину, що є значним спрощенням філософського змісту оригіналу Гофмана: «Дюма створив захоплюючу, але вельми традиційну казку, тому правомірно його твір вважати цілком самостійним твором, що не схожий з „Лускунчиком“ Гофмана». На думку Савелової, у цій ситуації може йтися про суто зовнішні запозичення.

## Балет Чайковського

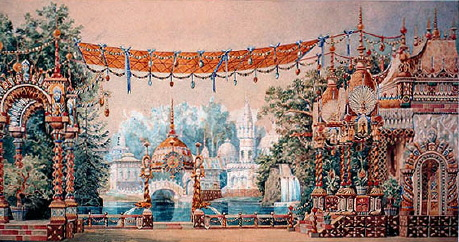
Ескізи Костянтина Іванова до першого акту балету

6 (18) грудня 1892 року разом з одноактною оперою «Іоланта» глядачам був представлений балет у двох діях з прологом Петра Чайковського «Лускунчик», лібрето до якого створив балетмейстер Маріус Петіпа за мотивами казки Гофмана та адаптації казки. Петіпа не знав німецької мови і, будучи за походженням французом, при створенні програми та лібрето балету використовував переклад казки Гофмана, здійснений Дюма. У науковій літературі висловлювалися різні версії щодо літературного першоджерела балету. До їх числа віднесли власне казку Гофмана, казку Дюма (батька) або Дюма (сина), просто переклад Дюма, і навіть твір Дюма в переробці Гофмана .
Встановлено, що до ідеї постановки балету, що розповідає про історію Лускунчика, Маріус Петіпа звернувся ще в середині 1889 року, коли він планував поставити закриту виставу за участю учнів хореографічного відділення Санкт-Петербурзького театрального училища, де він викладав. Вважається, що його роботі над лібрето передувало створення братом композитора Модестом Чайковським програми першого акта (другий акт був задуманий як сюїта танців і перебував у повному розпорядженні хореографа) балету, але на основі її аналізу встановлено, що він користувався перекладенням Дюма. До цих залежностей від варіанта французького письменника можна віднести описи дійових осіб, ремарки про місце дії, характерні сюжетні функції персонажів та встановлення на всепереможне почуття кохання. Водночас наголошується, що найважливішу роль у зміні сюжету літературних першоджерел зіграв саме Петіпа, який, відмовившись від первісного наміру пов'язати його з історією Великої французької революції, наблизив лібретто балету до чарівної казки, розмежувавши у ньому реальний та фантастичний світи. У зв'язку з частковою зміною сюжету у версії Петіпи події казки постають у «згладженішому, казково-символічному вигляді». Балетознавець Галина Добровольська у своїй монографії, присвяченій балету «Лускунчик», наводячи відмінності між лібрето та казкою Гофмана, писала з цього приводу: «Наскільки у відступах від Гофмана „винуватий“ Александр Дюма? Факт звернення Петіпа до його казки є очевидним. У Дюма можна знайти пояснення деяким переробкам, які дослідники приписували Петіпа» . Також у музикознавстві зазначається, що в лібрето балету багато чого «продиктовано саме особливостями французького перекладу та його відмінністю від німецького оригіналу».
Композитору, на відміну від сюжету казки Шарля Перро, за яким було створено їхній попередній балет «Спляча красуня», спочатку казка «Casse-Noisette» мало імпонувала. Крім того, в цей період він був засмучений, що його оперу «Винова краля» в Маріїнському театрі зняли з репертуару до осені. Тому він був глибоко скривджений на дирекцію імператорських театрів і побоювався, що перед гастрольною поїздкою до США не встигне виконати замовлення на оперу та балет, які мали йти в одній виставі. Після того як його запевнили в повній прихильності до його музики і в тому, що чекають на нові його твори, він охочіше взявся за їх створення. Так, заспокоєний ситуацією, що склалася, композитор писав 25 лютого 1891 року своєму братові Модесту Чайковському: «Я працюю що є сили і починаю примірятися з сюжетом балету. Думаю, що до від'їзду більшу частину закінчу». Можливо, що невдоволення композитора було викликане тим спрощенням, яке зробив Петіпа із сюжетом, що сходить до казки Гофмана. Справа в тому, що Чайковський познайомився з цією казкою ще в 1882 році і вона йому сподобалася, а варіант Дюма значно спростив оригінал, фактично звівши його глибокий зміст до всепереможного почуття любові. У музикознавстві наголошується, що зрештою Чайковський загалом зумів привнести до музичної драматургії балету своє бачення цього сюжету, яке виявилося близьким до фантастичного, романтичного світу казки Гофмана.